# تپه گل نازاری
تپه گل نازاری مربوط به نیمه اول هزاره اول قم است و در شهرستان خرم‌آباد، بخش ویسیان، دهستان شوراب، روستای تل عجم واقع شده و این اثر در تاریخ ۲۸ اسفند ۱۳۸۵ با شمارهٔ ثبت ۱۸۵۳۳ به‌عنوان یکی از آثار ملی ایران به ثبت رسیده است.